# Рясное-Русское
Рясное-Русское (укр. Рясне-Руське) — село во Львовской городской общине Львовского района Львовской области Украины.
Население по переписи 2001 года составляло 1819 человек. Занимает площадь 12,42 км². Почтовый индекс — 81085. Телефонный код — 3259.